# Safran Patroller
Il Safran Patroller è un UAV multiruolo sviluppato dall'azienda Francese Safran Electronics & Defense per missioni di ricognizione e sorveglianza marittima a lunga autonomia e medie altitudini.

## Storia del progetto

### Tecnica
Per ridurre i tempi di sviluppo del nuovo drone, Sagem iniziò lo studio di questo associando ad una piattaforma esistente e ben collaudata sensori e un sistema di comunicazione. Per questo si rivolse alla Stemme AG, azienda tedesca specializzata nella produzione di motoalianti. Tra i vari modelli prodotti, la scelta ricadde sullo Stemme S15, motoaliante biposto spinto da un motore da 115 CV e un pilone sotto ogni ala.
Il Patroller ha volato per la prima volta il 10 giugno 2009 in Finlandia, a Kemijärvi, mentre le prime prove per testare in volo la torretta Euroflir 410 e i carichi esterni da 100 kg sotto le ali, si sono svolte nel 2014.
Il drone, inoltre, essendo derivato dall'S15, è in possesso della certificazione dell'EASA, che gli consente di navigare nella rete del traffico aereo civile. Questa capacità è stata testata alla fine del 2014, quando, nell'ambito del programma europeo Odrea, dimostrazione operativa di un sistema di droni nello spazio aereo civile, che evidenziò come il Patroller fosse in grado di evitare automaticamente un altro aeromobile e avvicinarsi a un aeroporto civile.

### Sensori
Se non diversamente indicato, i dati sono tratti da "Safran"
Per le missioni di sorveglianza a terra, il Patrolle è dotato della torretta Euroflir 410 EO/IR ad alta risoluzione, combinata con un sensore COMINT (COMmunication INTelligence) o un radar ad apertura sintetica (SAR) che rileva i bersagli mobili (MTI). Sulla base di questa configurazione, esso contribuisce alla protezione delle truppe sul campo di battaglia. Fornisce dati su situazioni tattiche, anche mentre conduce operazioni di guerra elettronica (EW).
Per le missioni di sorveglianza marittima, il Patroller è dotato di un radar di sorveglianza multimodale, che consente il rilevamento a lungo raggio dell'attività marittima su una vasta zona. Questa versione include anche un sistema di identificazione automatica (AIS) per eseguire la classificazione delle navi. L'identificazione finale viene eseguita con l'Euroflir 410.

### Armamento
La sua capacità di poter sollevare un carico utile di complessivi 250 kg, gli consente di integrare ai diversi sensori, eventualmente, anche armi come i missili a guida laser e missili anticarro.

## Utilizzatori
Francia
- Armée de terre

14 UAV Patroller e 6 stazioni di controllo a terra ordinati il 5 aprile 2016, con un contratto da 350 milioni di euro (343 milioni di dollari) che comprende formazione e supporto. I primi 5 UAV dovrebbero essere consegnati a dicembre 2022.
 Grecia
- Ellinikós Stratós

4 Patroller acquistati il 21 giugno 2023.